# زواج بالإكراه (فلم)
زواج بالإكراة هو فيلم سوري أُصدر في عام 1972، بطولة نور الشريف وسهير رمزي ولبلبة، وغيرهم، ومن تأليف وإخراج نجدي حافظ.

## قصة الفيلم
تسافر منى مع صديقتها سهير (سهير رمزي) إلى سوريا لمقابلة خطيبها. يطلب والد منى من ابن صديقه كمال (نور الشريف) والمقيم بسوريا أن يعتني بابنته منى هناك، فيذهب إليها ليقابلها ويرعاها فيتعرف على سهير ويُعجب بها. وعلى الجانب الآخر تتصاعد الأحداث حيث سلوى (لبلبه) العميله لدولةٍ أجنبيةٍ تحاول استمالة دكتور خيرت عالم الطاقة النووية ومحاولة إقناعه بالعودة إلى الخارج مرةً أخرى حتى لا تستفيد بلاده من علمه.

## فريق العمل
- تأليف وإخراج: نجدي حافظ
- إنتاج: أفلام الشرق
- توزيع: أفلام الشرق
- تصوير: حسن عز الدين
- موسيقى تصويرية: زهير فهمي
- (مهندس الصوت) أحمد نصرت قاووق
- (مسجل الصوت) المؤسسة العامة للسينما
- (دمشق)  (أعمال الصوت والمكساج).[6]

## طاقم التمثيل

### الشخصيات الرئيسية
| - نور الشريف: كمال - سهير رمزي: سهير - رفيق السبيعي: أبو صياح - زياد مولوي: عبدو - لبلبة: سلوى | - ملك سكر: منى - خالد تاجا: ماجد صدقي - نجاح حفيظ: زهرية - سليم كلاس: | - أحمد عداس: الدكتور الاجنبي - يوسف شويري: يوسف - عبدالله النشواتي: أبو شاكر - نزار شرابي |

## فريق العمل
| - مروان عكاوي: مونتير - وليد عودة: مركب الفيلم - فارس ديب: نيجاتيف - جورج زعرور: نيجاتيف - زهير فهمي: مهندس الصوت | - أحمد نصرت قاووق: مسجل الصوت - المؤسسة العامة للسينما (دمشق): أعمال الصوت والمكساج - عبدالسميع وهبة: ماكيير - ليلى غانم: مساعد ماكيير - سليم حداد: مصفف الشعر | - نجدي حافظ: مخرج - زكي صالح: مخرج مساعد - منى زكريا: سكريبت - حسن عز الدين: مدير التصوير - عبدالغني الخجا: مساعد مصور | - المؤسسة العامة للسينما (دمشق): الطبع والتحميض - بهجت حيدر: مدير المعامل - مختار العابد: قصة وسيناريو وحوار - أفلام الشرق: منتج - أفلام الشرق: موزع |

## وصلات خارجية
- مقالات تستعمل روابط فنية بلا صلة مع ويكي بيانات